# Like It Is
Like It Is je britský hraný film z roku 1998, který režíroval Paul Oremland. Film popisuje vztah dvou britských mladíků. Snímek měl premiéru dne 17. dubna 1998.

## Děj
Matt pracuje v londýnském hudebním vydavatelství a chtěl by jednoho dne mít vlastní hudební klub. Jeho spolubydlící je zpěvačka Paula, jejíž hudbu se snaží podporovat. Jednou společně jedou do gay klubu v Blackpoolu, kde Matt potkává Craiga, nezaměstnaného mladíka, který si vydělává peníze při nelegálních turnajích v boxu. Craig vyhraje další souboj a jeho promotér mu dohodne dalšího soupeře, ale Craig odjíždí do Londýna za Mattem. Matt mu nabídne, že u něj může bydlet, ale Paulu to moc netěší. Matt dostane od svého šéfa Kelvina úkol starat se o novou popovou skupinu ZKC. Matt souhlasí s tím, že poté bude mít možnost provozovat Kelvinův nově otevřený klub. Mezitím dostane Craig od Kelvina nabídku na práci v klubu, ale hned první noc se s ním dostane do sporu. Kelvin přesto pozve Craiga na párty k sobě domů. Pozvánka je záminkou, jak rozeštvat Matta a Craiga. Kelvin nabídne Craigovi práci, aby udělal průzkum trhu, což znamená cestovat po severní Anglii a podporovat prodej singlu Pauly a skupiny ZKC. Tím ho chce držet na několik týdnů dál od Matta. Na cestě se Craig sblíží s jedním ze členů skupiny s Jamiem. Matt se o jeho flirtu s Jamiem dozví. Po návratu do Londýna Matt Craigovi odpustí. Ovšem Jamie má flirt i s Mattem a když je Craig nachytá, odjíždí zpět do Blackpoolu, kde chce pokračovat v dráze boxera. Matt se připravuje na otevření klubu, ale rozhodne se za ním odjet do Blackpoolu. Kelvin ho proto propustí z klubu i nahrávací společnosti. Matt potkává Craigova bratra Tonyho, kterému řekne o jejich vztahu. Tony pomáhá Mattovi najít Craiga. Ten se po prohraném zápase rozhodne vrátit se k Mattovi.

## Obsazení
| Steve Bell       | Craig  |
| Ian Rose         | Matt   |
| Roger Daltrey    | Kelvin |
| Dani Behr        | Paula  |
| Jude Alderson    | Gloria |
| Emile Charles    | Aylon  |
| Chris Hargreaves | Tony   |
| Paul Broughton   | Minto  |
| J.P. Nicholas    | Jamie  |
| Sean Simpson     | Jack   |
| Charlie Caine    | Terry  |
| Stephen Burke    | Luke   |
| Dickon Tolson    | Dave   |
| Chris Ross       | Andy   |